# Inkvizitorski odred
Inkvizitorski odred imaginarna je organizacija iz svijeta Harryja Pottera, točnije iz knjige Harry Potter i Red feniksa, ekvivalenta Dumbledoreovoj armiji.
Odred je osnovala Dolores Umbridge kako bi ostvarila još veću kontrolu nad Hogwartsom, a među članovima odreda bila su i djeca nekih njezinih prijatelja iz Ministarstva magije kao što je na primjer sin Luciusa Malfoyja, Draco. Svi članovi na prsima su nosili malu srebrnu značku u obliku slova I. Članovi odreda imali su pravo oduzimati bodove kako školskim domovima tako i prefektima (koji inače imaju svojevrstan imunitet), a to su pravo često zloupotrebljavali.
Inkvizitorski odred je bio uključen i u pokušaj "zarobljavanja" Freda i Georgea Weasleyja koji su ipak uspjeli zauvijek pobjeći iz Hogwartsa.
Odred je suprotstavljen Dumbledoreovoj armiji baš kao što su smrtonoše Lorda Voldemorta suprotstavljeni Redu feniksa.

## Članovi
- Draco Malfoy
- Vincent Crabbe
- Gregory Goyle
- Pansy Parkinson
- Millicent Bulstrode
- Montague
- C. Warrington
- Argus Filch